# Koltetrafluorid
Koltetrafluorid (även kallad tetrafluormetan) har formeln CF4 och är den enklaste fluorkolföreningen.

## Egenskaper
Koltetrafluorid är en mycket stabil organisk förening på grund av den höga bindningsenergin i C–F bindningen (515 kJ/mol). Det är den organiska kemins starkaste bindning och stärks ytterligare av att inte mindre än fyra fluoratomer är bundna till samma kolatom.
Tack vare det så är den inert mot syror och hydroxider, men reagerar våldsamt vid kontakt med alkalimetaller. Vid stark upphettning sönderfaller det i karbonylfluorid och kolmonoxid eller (vid kontakt med vattenånga) vätefluorid.
Trots skillnaden i elektronegativitet mellan kol och fluor så gör molekylens geometri att den är opolär.

## Framställning
Koltetrafluorid framställs industriellt genom ytterligare fluorinering av trifluorklormetan (Freon 13) eller difluordiklormetan (Freon 12)
{\displaystyle {\rm {CCl_{2}F_{2}+2\ HF\rightarrow CF_{4}+2\ HCl}}}
För laboratoriebruk så kan koltetrafluorid också framställas genom att reagera kiselkarbid med rent fluor.
{\displaystyle {\rm {SiC+2\ F_{2}\rightarrow CF_{4}+Si}}}

## Användning
Under namnen Freon 14 eller PFC-14 används den som köldmedium för låga temperaturer (< -100 °C).